# Варендра
Варендра или Варендри, Баринд — историческая область, простиравшаяся наряду с джанападой Пундра, или Пундравардханой, в северной части Бенгалии. Сейчас находится в Бангладеш.
В древнем санскритском словаре Трикандашеша и ряде надписей Варендра рассматривается как составная часть Пундравардханы. Варендра часто фигурирует в надписях династии Сена. Согласно Александру Каннингему, границами Варендры были реки Ганга и Махананда на западе, Каратоя на востоке, Падма на юге и на севере — земля между Куч-Бихаром и Тераи.
Сандхьякаранандин в третьей главе своей кавьи под названием «Рамачарита» описывает топографию, флору и фауну Варендры, называя её родиной династии Палов и ограничивая с двух сторон потоками Ганги и Каратои. Именно через Ганг переходил Рамапала, чтобы попасть в Варендру. В период династии Сена Варендра представляла собой уже административную единицу в составе Пундравардхана-бхукти. Также средневековый арабский источник «Табакат-и-Насири» упоминает под названием Баринд часть территории Лакхнаути на восточном берегу реки Ганга.